# Genuezen in Gibraltar

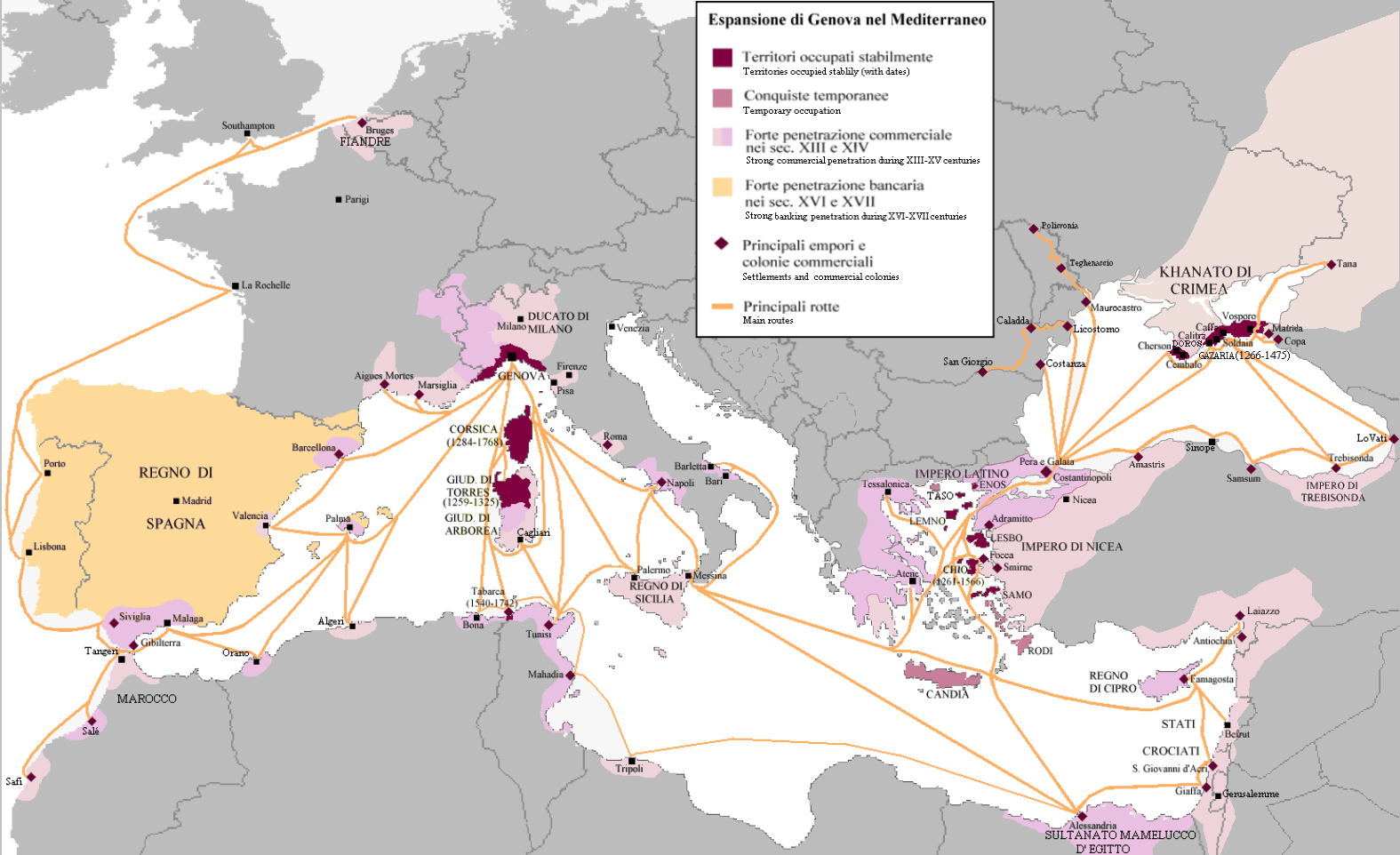
Genua als zeenatie op haar hoogtepunt, inclusief Gibraltar

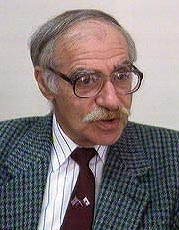
Joe Bossano, voormalig premier van Gibraltar

De Genuezen vormden een gemeenschap in het (Spaanse) Gibraltar vanaf de 15e eeuw. In brede zin werden mensen uit Ligurië ook als Genuezen bestempeld; zij kwamen uit de Republiek Genua.

## Historiek

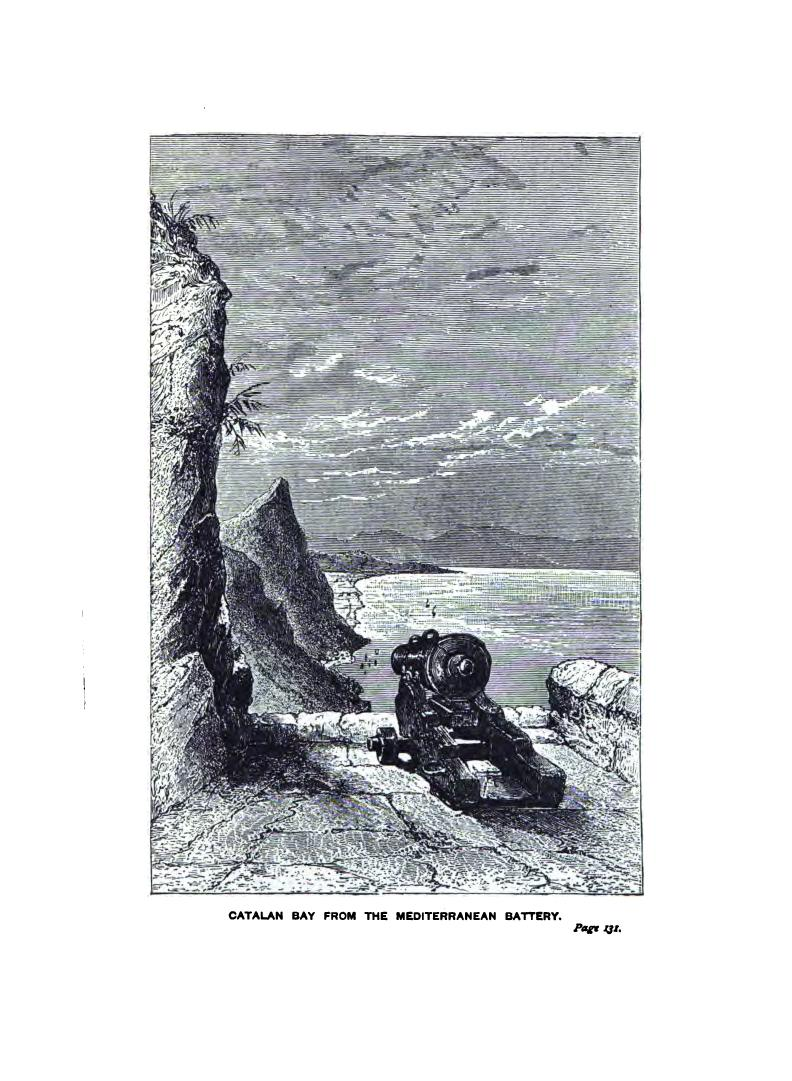
Catalan Bay

De Republiek Genua was een van de belangrijkste geldschieters van de Habsburgers en de handelsrelaties tussen de Republiek en het Koninkrijk Spanje waren eeuwenlang uitstekend. De eerste Genuezen kwamen in Gibraltar aan in de 15e eeuw.
Handelaars en vissers uit Genua trokken met honderden naar Gibraltar ten tijde van keizer Karel V (16e eeuw). Ook later immigreerden ze nog. Hun gemeenschap leefde aanvankelijk in de Catalaanse baai of, zoals de Engelsen het later noemden, Catalan Bay. Waarschijnlijk is de naam verkeerdelijk toegeschreven aan Catalonië; een taalkundige studie leidde af dat in deze baai een landhuis of Casale stond. In en rond dit landhuis leefden de Genuezen. Zij leefden wat afgezonderd van het centrum van Gibraltar.
De hele westkant van de Middellandse Zee viel zo onder controle van Genua, in de late middeleeuwen en erna. Een grote gemeenschap van Genua leefde in Sevilla, wat het laatste Genuese contactpunt was op weg naar de Nederlanden.
In Gibraltar maakten de Genuezen tot 1/3 van de bevolking uit. Na de Vrede van Utrecht (1713) viel Gibraltar toe aan Engeland. De Genuezen hielden zich dan nog enkel met visvangst bezig. In de 18e eeuw richtte de Engelse politie van Gibraltar een brigade op met Genuezen. De naam was Genuese Guard. De reden was dat de Engelsen Spanjaarden niet meer vertrouwden als politieman omdat Spanjaarden deserteerden en vluchtten naar het naburige Spanje.
Tot in de 19e eeuw was het Italiaans de derde taal na Spaans en Engels. 
Joe Bossano, eerste minister van Gibraltar (1988-1996), is van Genuese afkomst.